# Асне
Асне (фр. Assenay) насеље је и општина у североисточној Француској у региону Шампања-Ардени, у департману Об која припада префектури Троа.
По подацима из 2011. године у општини је живело 151 становника, а густина насељености је износила 44,15 становника/km². Општина се простире на површини од 3,42 km². Налази се на средњој надморској висини од 135 метара.

## Демографија
| 1962. | 1968. | 1975. | 1982. | 1990. | 1999. | 2011. |
| ----- | ----- | ----- | ----- | ----- | ----- | ----- |
| 43    | 46    | 64    | 63    | 77    | 95    | 151   |

График промене броја становника у току последњих година